# Urawa Red Diamonds
Urawa Red Diamonds je japanski nogometni klub sa sjedištem u mjestu Urawa.
Glavni rival Urawa Red Diamonds-a je nogometni klub Omiya Ardija. 

## Trofeji
- J. League
  - Prvaci (1): 2006.

- AFC Liga prvaka
  - Prvaci (1): 2007.

## Vanjske poveznice
- URAWA RED DIAMONDS